# Tabeguache Peak
Tabeguache Peak je hora v Chaffee County, ve středním Coloradu.
Leží v jižní části pohoří Sawatch Range, které tvoří nejvyšší část Skalnatých hor. Vrchol hory se nachází 1,2 kilometru severozápadně od mateřské hory Mount Shavano a jižně od další z vyšších hor v okolí Mount Antero. Tabeguache Peak náleží s nadmořskou výškou 4 314 metrů do první třicítky nejvyšších hor v Coloradu.
Název hory pochází z jazyka indiánského kmene Uteů. Je zkrácený, celý název hory zní: Mogwatavungwantsingwu a značí lidé cedrové kůry na slunečním svahu.